# Кира (лунный кратер)
Кратер Кира (лат. Kira) — маленький вулканический кратер в южном полушарии обратной стороны Луны. Название присвоено по русскому женскому имени и утверждено Международным астрономическим союзом в 1976 г. 

## Описание кратера
Кратер Кира находится в восточной части сателлитного кратера Пацаев Q. Ближайшими соседями кратера Кира являются кратер Циолковский на юго-западе; кратер Пацаев на северо-востоке; кратер Бондаренко на востоке и кратер Фесенков на юге-юго-востоке. Селенографические координаты центра кратера 17°43′ ю. ш. 132°50′ в. д. / 17,71° ю. ш. 132,83° в. д., диаметр 6,8 км, глубина 0,5 км.
Кратер Кира представляет собой куполообразное нагромождение лавы окружающее центральное жерло. 

## Сателлитные кратеры
Отсутствуют.

## См.также
- Список кратеров на Луне
- Лунный кратер
- Морфологический каталог кратеров Луны
- Планетная номенклатура
- Селенография
- Минералогия Луны
- Геология Луны
- Поздняя тяжёлая бомбардировка